# Нова Старина (Бабаєвський район)
Нова Старина — присілок в Бабаєвському районі Вологодської області Росії.
Входить до складу Борисовського сільського поселення (з 1 січня 2006 року по 13 квітня 2009 року входила в Новостаринське сільське поселення).
Відстань автодорогою до районного центру Бабаєво — 73 км, до центру муніципального утворення села Борисово-Судське по прямій — 10 км. Найближчі населені пункти — с. Костеньково, с. Назарово, с. Невірово. Станом на 2002 рік проживало 252 чоловік.